# Ulota aurantiaca
Ulota aurantiaca är en bladmossart som beskrevs av Dusén in Malta 1927. Ulota aurantiaca ingår i släktet ulotor, och familjen Orthotrichaceae. Inga underarter finns listade i Catalogue of Life.